# الإمارات العربية المتحدة في الألعاب الأولمبية الصيفية 2020
شاركت الإمارات العربية المتحدة في الألعاب الأولمبية الصيفية 2020 في طوكيو والتي تأجلت من عام 2020 إلى الفترة بين 23 يوليو و8 أغسطس 2021 نتيجة لجائحة فيروس كورونا.
كانت هذه هي المشاركة العاشرة للإمارات العربية المتحدة في الألعاب الأولمبية الصيفية. ولم تغب الإمارات عن أية دورة منذ مشاركتها أول مرة في دورة 1984.

## الرياضيّون
| الرياضة     | رجال | سيدات | المجموع |
| ----------- | ---- | ----- | ------- |
| ألعاب القوى | 1    | 0     | 1       |
| الجودو      | 2    | 0     | 2       |
| الرماية     | 1    | 0     | 1       |
| السباحة ‏    | 1    | 0     | 1       |
| المجموع     | 5    | 0     | 5       |

## ألعاب القوى
حصلت الإمارات على دعوة من الاتحاد الدولي لألعاب القوى لإشراك رياضيّان (رياضيّ ورياضيّة) في هذه الدورة.

## االجودو
شاركت الإمارات في منافسات الجودو من خلال رياضيّان وفقًا لترتيب الاتحاد الدولي للجودو للاعبين.

## الرماية
شارك رامٍ إمارتي واحد في الدورة وفقًا لحصة الإمارات في المشاركة.
| الرياضيّ     | الحدث       | التصفيات | التصفيات | النهائي  | النهائي  |
| الرياضيّ     | الحدث       | النقاط   | الترتيب  | النقاط   | الترتيب  |
| ----------- | ----------- | -------- | -------- | -------- | -------- |
| سيف بن فطيس | سكيت – رجال | 117      | 24       | لم يتأهل | لم يتأهل |

## السباحة
حصلت الإمارات على دعوة من الاتحاد الدولي للسباحة لإرسال سبّاح واحد وفقًا للمنافسات المحليّة، بناءً على نظام الاتحاد الدولي للسباحة للنقاط يوم 28 يونيو 2021.